# Lijst van voetbalinterlands Estland - Servië
Deze lijst van voetbalinterlands is een overzicht van alle officiële voetbalwedstrijden tussen de nationale teams van Estland en Servië. De landen speelden tot op heden drie keer tegen elkaar. De eerste ontmoeting, een kwalificatiewedstrijd voor het Europees kampioenschap voetbal 2012, werd gespeeld in Belgrado op 8 oktober 2010. Het laatste duel, een vriendschappelijke wedstrijd, vond plaats op 29 maart 2016 in Tallinn.

## Wedstrijden
| № | Plaats   | Datum          | Competitie           | Wedstrijd        | Uitslag |
| - | -------- | -------------- | -------------------- | ---------------- | ------- |
| 1 | Belgrado | 8 oktober 2010 | EK 2012 kwalificatie | Servië – Estland | 1 – 3   |
| 2 | Tallinn  | 29 maart 2011  | EK 2012 kwalificatie | Estland – Servië | 1 – 1   |
| 3 | Tallinn  | 29 maart 2016  | Vriendschappelijk    | Estland – Servië | 0 – 1   |

## Samenvatting
| Competitie        | Totaal gespeeld | Winst Estland | Gelijk | Winst Servië | Doelsaldo Estland – Servië |
| ----------------- | --------------- | ------------- | ------ | ------------ | -------------------------- |
| EK-kwalificatie   | 2               | 1             | 1      | 0            | 4 − 2                      |
| Vriendschappelijk | 1               | 0             | 0      | 1            | 0 − 1                      |
| Totaal            | 3               | 1             | 1      | 1            | 4 − 3                      |

Wedstrijden bepaald door strafschoppen worden, in lijn met de FIFA, als een gelijkspel gerekend.

## Details

### Eerste ontmoeting
| EK 2012 kwalificatie (Belgrado, Servië, 8 oktober 2010): |              | |
| Servië | 1 – 3        | Estland |
| Nikola Žigić 60' | goals        | 63' Tarmo Kink 73' Konstantin Vassiljev 90' (e.d.) Aleksandar Luković |
| Vladimir Petrović | bondscoach   | Tarmo Rüütli |
| Vladimir Stojković Branislav Ivanović Marko Lomić Nemanja Vidić Aleksandar Luković Zdravko Kuzmanović 79' Dejan Stanković Gojko Kačar 46' Miloš Krasić Milan Jovanović 46' Nikola Žigić | opstellingen | Sergei Pareiko Enar Jääger Taavi Rähn Raio Piiroja Ragnar Klavan 70' Sander Puri Konstantin Vassiljev Aleksandr Dmitrijev Dmitri Kruglov 64' Tarmo Kink 87' Sergei Zenjov |
| Zoran Tošić 46' Miloš Ninković 46' Danko Lazović 79' | wissels      | 64' Kaimar Saag 70' Ats Purje 87' Martin Vunk |
| Miloš Krasić 80' Nemanja Vidić 87' Danko Lazović 90' | gele kaarten | 10' Raio Piiroja 53' Aleksandr Dmitrijev 80' Konstantin Vassiljev |

### Tweede ontmoeting
| EK 2012 kwalificatie (Tallinn, Estland, 29 maart 2011): |              | |
| Estland | 1 – 1        | Servië |
| Konstantin Vassiljev 84' | goals        | 38' Marko Pantelić |
| Tarmo Rüütli | bondscoach   | Vladimir Petrović |
| Sergei Pareiko Enar Jääger Taavi Rähn Raio Piiroja Ragnar Klavan Sander Puri 29' Konstantin Vassiljev Aleksandr Dmitrijev Dmitri Kruglov Kaimar Saag 66' Jarmo Ahjupera 55' | opstellingen | Željko Brkić Aleksandar Kolarov Milan Biševac Nemanja Vidić Branislav Ivanović Zoran Tošić Marko Pantelić Nenad Milijaš 74' Milan Jovanović Radosav Petrović 14' Miloš Ninković |
| Ats Purje 29' Andres Oper 55' Tarmo Kink 66' | wissels      | 14' Veseljko Trivunović 74' Nikola Žigić |
| Raio Piiroja 16' Konstantin Vassiljev 46' Ats Purje 52' Taavi Rähn 90+1' | gele kaarten | |
| | rode kaarten | 66' Nenad Milijaš 83' Milan Biševac |

EJL · A-internationals · Bondscoaches · Statistieken · Estisch vrouwenelftal · Olympisch elftal · Estland U21 · Estland U20 · Estland U19 · Estland U18 · Estland U17 · Estland U16
1920 – 1929 ·
1930 – 1939 ·
1940 – 1949 ·
1950 – 1990 · 
1990 – 1999 ·
2000 – 2009 ·
2010 – 2019 ·
2020 − 2029
OS 1924
1920 ·
1921 ·
1922 ·
1923 ·
1924 ·
1925 ·
1926 ·
1927 ·
1928 ·
1929 · 
1930 · 
1931 · 
1932 · 
1933 · 
1934 · 
1935 · 
1936 · 
1937 · 
1938 · 
1939 · 
1940 · 
1941 · 
1942 · 
1943 · 1944 · 
1945 · 
1946 · 
1947 · 
1948 · 
1949 · 
1950 – 1990 · 
1991 · 
1992 · 
1993 · 
1994 · 
1995 · 
1996 · 
1997 · 
1998 · 
1999 · 
2000 · 
2001 · 
2002 · 
2003 · 
2004 · 
2005 · 
2006 · 
2007 · 
2008 · 
2009 · 
2010 · 
2011 · 
2012 · 
2013 · 
2014 · 
2015 · 
2016 ·
2017 ·
2018 ·
2019 ·
2020
Albanië ·
Andorra ·
Angola ·
Antigua en Barbuda ·
Argentinië ·
Armenië ·
Azerbeidzjan ·
België ·
Bosnië-Herzegovina ·
Brazilië ·
Bulgarije ·
Canada ·
Chili ·
China ·
Cyprus ·
Denemarken ·
Duitsland ·
Ecuador ·
Egypte ·
El Salvador ·
Engeland ·
Equatoriaal-Guinea ·
Faeröer ·
Fiji ·
Filipijnen ·
Finland ·
Frankrijk ·
Georgië · 
Gibraltar ·
Griekenland ·
Hongarije ·
Hongkong ·
Ierland ·
IJsland ·
Indonesië ·
Irak ·
Israël ·
Italië ·
Jordanië ·
Kazachstan ·
Kirgizië ·
Kroatië ·
Letland ·
Libanon ·
Liechtenstein ·
Litouwen ·
Luxemburg ·
Malta ·
Marokko ·
Mexico ·
Moldavië ·
Montenegro ·
Nederland ·
Nieuw-Caledonië ·
Nieuw-Zeeland ·
Noord-Ierland ·
Noord-Macedonië ·
Noorwegen ·
Oekraïne ·
Oezbekistan ·
Oman ·
Oostenrijk ·
Polen ·
Portugal ·
Qatar ·
Roemenië ·
Rusland ·
Saint Kitts en Nevis ·
San Marino ·
Saoedi-Arabië ·
Schotland ·
Servië ·
Slovenië ·
Slowakije · 
Spanje ·
Tadzjikistan ·
Thailand ·
Trinidad en Tobago ·
Tsjechië ·
Turkije ·
Turkmenistan ·
Uruguay ·
Vanuatu ·
Venezuela ·
Verenigde Arabische Emiraten ·
Verenigde Staten ·
Vietnam ·
Wales ·
Wit-Rusland ·
Zweden ·
Zwitserland
FSS · A-internationals · Bondscoaches · Statistieken · Servisch vrouwenelftal · Olympisch elftal · Servië U21 · Servië U20 · Servië U19 · Servië U17 · Servië en Montenegro U19 · Servië en Montenegro U17
2003 – 2006** · 
2006 – 2009 · 
2010 – 2019 ·
2020 − 2029
EK 2008 · 
EK 2012 · 
EK 2016 ·
EK 2020
WK 2006** · 
WK 2010 · 
WK 2014 · 
WK 2018 ·
WK 2022
OS 2004** · 
OS 2008 · 
OS 2012 ·
OS 2016 ·
OS 2020
2006 · 
2007 · 
2008 · 
2009 · 
2010 · 
2011 · 
2012 · 
2013 · 
2014 · 
2015 · 
2016 ·
2017 ·
2018 ·
2019 ·
2020 ·
2021 ·
2022
Albanië ·
Algerije ·
Armenië ·
Australië ·
Azerbeidzjan ·
Bahrein ·
België ·
Bolivia ·
Brazilië ·
Bulgarije ·
Chili ·
China ·
Colombia ·
Costa Rica ·
Cyprus ·
Denemarken ·
Dominicaanse Republiek ·
Duitsland ·
Engeland ·
Estland ·
Faeröer ·
Finland ·
Frankrijk ·
Georgië ·
Ghana ·
Griekenland ·
Honduras ·
Hongarije ·
Ierland ·
Israël ·
Italië ·
Jamaica ·
Japan ·
Jordanië ·
Kameroen ·
Kazachstan ·
Kroatië · 
Litouwen ·
Luxemburg ·
Marokko ·
Mexico ·
Moldavië ·
Montenegro ·
Nieuw-Zeeland ·
Nigeria ·
Noord-Ierland ·
Noord-Macedonië ·
Noorwegen ·
Oekraïne ·
Oostenrijk ·
Panama ·
Paraguay ·
Polen ·
Portugal ·
Qatar ·
Roemenië ·
Rusland ·
Schotland ·
Slovenië ·
Spanje ·
Tsjechië ·
Turkije ·
Verenigde Staten ·
Wales ·
Zuid-Afrika ·
Zuid-Korea ·
Zweden ·
Zwitserland
Brazilië (2018) · 
Costa Rica (2018) · 
Duitsland (2010) · 
Ghana (2010) · 
Kameroen (2022) · 
Zwitserland (2018)
** = Onder de naam Servië en Montenegro